# Ronde van Italië 2012/Negentiende etappe
De negentiende etappe van de Ronde van Italië 2012 werd verreden op 25 mei van Treviso naar Passo di Pampeago. Het was een bergrit over een afstand van 197 km.

## Verloop
Roman Kreuziger heeft revanche genomen voor zijn offday van gisteren. De Tsjech kwam na een zware bergrit alleen over de streep. Ryder Hesjedal was de sterkste bij de favorieten. Hij werd tweede en nadert op leider Joaquím Rodríguez. Thomas De Gendt finishte als elfde en staat nu achtste.
In de vlucht van de dag kozen zeventien renners, waaronder Serge Pauwels het hazenpad. Het peloton liet aanvankelijk begaan, tot Roman Kreuziger met steun van Kevin Seeldraeyers in de tegenaanval ging. Hij hield stand en kwam alleen over de finish. De favorieten vochten onderling een robbertje uit. Ivan Basso liet zijn team werken, maar viel later zelf door de mand en moest zijn zegeplannen in de Giro opbergen. Joaquím Rodríguez verloor 13 kostbare seconden op Ryder Hesjedal. Thomas De Gendt schoof op naar de achtste plaats in het klassement.

## Rituitslag
| Treviso - Passo di Pampeago (197 km) |                    |                       |          |
| Plaats                               | Naam               | Ploeg                 | Tijd     |
| Winnaar                              | Roman Kreuziger    | Astana Pro Team       | 6u18'03" |
| 2                                    | Ryder Hesjedal     | Team Garmin-Barracuda | +19"     |
| 3                                    | Joaquím Rodríguez  | Team Katjoesja        | +32"     |
| 4                                    | Michele Scarponi   | Lampre-ISD            | +35"     |
| 5                                    | Domenico Pozzovivo | Colnago-CSF Inox      | +43"     |
| 6                                    | Ivan Basso         | Liquigas-Cannondale   | +55"     |
| 7                                    | Rigoberto Urán     | Sky ProCycling        | +57"     |
| 8                                    | Mikel Nieve        | Euskaltel-Euskadi     | +1'18"   |
| 9                                    | Stefano Pirazzi    | Colnago-CSF Inox      | +1'22"   |
| 10                                   | John Gadret        | AG2R-La Mondiale      | z.t.     |
|                                      |                    |                       |          |
| 11                                   | Thomas De Gendt    | Vacansoleil-DCM       | +1'34"   |
| 28                                   | Tom Slagter        | Rabobank              | +4'31"   |

## Klassementen
| Algemeen klassement |                    |                       |           |
| Plaats              | Naam               | Ploeg                 | Tijd      |
| Roze trui           | Joaquím Rodríguez  | Team Katjoesja        | 84u06'13" |
| 2                   | Ryder Hesjedal     | Team Garmin-Barracuda | +17"      |
| 3                   | Michele Scarponi   | Lampre-ISD            | +1'39"    |
| 4                   | Ivan Basso         | Liquigas-Cannondale   | +1'45"    |
| 5                   | Rigoberto Urán     | Sky ProCycling        | +3'21"    |
| 6                   | Domenico Pozzovivo | Colnago-CSF Inox      | +3'30"    |
| 7                   | John Gadret        | AG2R-La Mondiale      | +5'36"    |
| 8                   | Thomas De Gendt    | Vacansoleil-DCM       | +5'40"    |
| 9                   | Sergio Henao       | Sky ProCycling        | +5'47"    |
| 10                  | Damiano Cunego     | Lampre-ISD            | +6'09"    |
|                     |                    |                       |           |
| 29                  | Tom Slagter        | Rabobank              | +37'58"   |

| Puntenklassement |                   |                       |        |
| Plaats           | Naam              | Ploeg                 | Punten |
| Rode trui        | Mark Cavendish    | Sky ProCycling        | 138    |
| 2                | Joaquím Rodríguez | Team Katjoesja        | 125    |
| 3                | Ryder Hesjedal    | Team Garmin-Barracuda | 93     |
|                  |                   |                       |        |
| 9                | Martijn Keizer    | Vacansoleil-DCM       | 48     |
| 16               | Thomas De Gendt   | Vacansoleil-DCM       | 39     |

| Bergklassement |                    |                           |        |
| Plaats         | Naam               | Ploeg                     | Punten |
| Blauwe trui    | Matteo Rabottini   | Farnese Vini–Selle Italia | 65     |
| 2              | Stefano Pirazzi    | Colnago-CSF Inox          | 44     |
| 3              | Michał Gołaś       | Omega Pharma-Quick Step   | 34     |
|                |                    |                           |        |
| 15             | Kevin Seeldraeyers | Astana Pro Team           | 12     |
| 39             | Martijn Keizer     | Vacansoleil-DCM           | 4      |

| Jongerenklassement |                    |                         |           |
| Plaats             | Naam               | Ploeg                   | Tijd      |
| Witte trui         | Rigoberto Urán     | Sky ProCycling          | 84u09'34" |
| 2                  | Sergio Henao       | Sky ProCycling          | +2'26"    |
| 3                  | Gianluca Brambilla | Colnago-CSF Bardiani    | +4'57"    |
|                    |                    |                         |           |
| 7                  | Tom-Jelte Slagter  | Rabobank                | +34'37"   |
| 18                 | Julien Vermote     | Omega Pharma-Quick Step | +2u24'51" |

| Ploegenklassement |                 |            |
| Plaats            | Ploeg           | Tijd       |
|                   | Team Movistar   | 251u17'10" |
| 2                 | Lampre-ISD      | +8'37"     |
| 3                 | Astana Pro Team | +30'53"    |

1e etappe ·
2e etappe ·
3e etappe ·
4e etappe ·
5e etappe ·
6e etappe ·
7e etappe ·
8e etappe ·
9e etappe ·
10e etappe ·
11e etappe ·
12e etappe ·
13e etappe ·
14e etappe ·
15e etappe ·
16e etappe ·
17e etappe ·
18e etappe ·
19e etappe ·
20e etappe ·
21e etappe
Startlijst · Eindstanden · Afbeeldingen